# 1729 (число)
1729 (одна тысяча семьсот двадцать девять) — натуральное число, расположенное между числами 1728 и 1730. Оно не является простым числом, а относительно последовательности простых чисел расположено между 1723 и 1733. Известно также как число Рамануджана—Харди.

## В математике
Это число прежде всего известно благодаря историческому анекдоту, приведённому в книге Г. Х. Харди «Апология математика». Когда Харди навещал в больнице Рамануджана, он, по его словам, начал разговор с того, что «пожаловался» на то, что приехал на такси со скучным, непримечательным номером «1729». Рамануджан разволновался и воскликнул: «Харди, ну как же, Харди, это же число — наименьшее натуральное число, представимое в виде суммы кубов двумя различными способами!». Вот эти способы: 1729 = 13 + 123 = 93 + 103.
В связи с этим число 1729 иногда называют числом Рамануджана — Харди. Однако его два представления в виде сумм кубов были открыты Бернаром Френиклем де Бесси и опубликованы в 1657 году.
Число 1729 также входит в следующие интересные числовые последовательности:
- Является девятнадцатым 12-угольным и тринадцатым 24-угольным числом.
- 1729 — третье число Кармайкла, то есть оно удовлетворяет Малой теореме Ферма, будучи при этом составным числом[7]. А именно: для любого целого {\displaystyle a} число {\displaystyle a^{1729}-a} делится на 1729.
- Существует 1729 невырожденных треугольников, длины сторон которых — натуральные числа, не превышающие 26. Число невырожденных разносторонних треугольников с целыми длинами сторон, не превышающими 29, также равно 1729.

### Свойства десятичной записи
- Это число харшад, так как оно делится на сумму своих цифр: 1729/(1+7+2+9) = 91. Если 1729 поделить на сумму цифр — 19, — то мы получим число, записанное в обратном порядке, — 91 (наряду с ним таким свойством обладают ещё лишь три числа: 1, 81 и 1458)[8].